# Abades (Segóvia)
Abades é um município da Espanha na província de Segóvia, comunidade autónoma de Castela e Leão, de área 32 km² com população de 905 habitantes (2007) e densidade populacional de 28,28 hab./km².

## Demografia
| Variação demográfica do município entre 1991 e 2004 | Variação demográfica do município entre 1991 e 2004 | Variação demográfica do município entre 1991 e 2004 | Variação demográfica do município entre 1991 e 2004 |
| --------------------------------------------------- | --------------------------------------------------- | --------------------------------------------------- | --------------------------------------------------- |
| 1991                                                | 1996                                                | 2001                                                | 2004                                                |
| 917                                                 | 876                                                 | 869                                                 | 888                                                 |